# Oligoxystre mineirum
Oligoxystre mineirum là một loài nhện trong họ Theraphosidae.
Loài này thuộc chi Oligoxystre. Oligoxystre mineirum được miêu tả năm 2011 bởi Guadanucci.